# Dial “N” for Nerder
«Dial „N“ for Nerder» (с англ. — «В случае ботаника наберите «Б») — четырнадцатый эпизод девятнадцатого сезона мультсериала «Симпсоны», премьера эпизода состоялась 9 марта 2008 года.

## Сюжет
В одном из вечеров Гомер и Мардж готовятся к супружескому долгу, но прерываются, когда Гомер сталкивается с проблемой избыточного веса, поэтому на следующий день Мардж нанимает диетолога Бэтси Бидвелл, ранее страдавшую от ожирения, которая сажает Гомера на строгую диету, состоящую исключительно из болгарского перца. Гомер следует диете, но, когда набирает три килограмма в весе, супруга подозревает его во лжи и решает проследить за ним с помощью агентов телепередачи «Доносчики» (или «Зловредная зона») — пародию на реалити-шоу «Cheaters» (от англ. «Изменщики»), созданного для молодожён, изменяющих друг другу. По итогу Мардж прибывает с командой в ресторан и обнаруживает Гомера; она злится на него, но затем понимает, что ведущий злоупотребляет её ролью в сюжете, и заявляет, что его шоу не заботится об их браке, а пытается разрушить, и больше не будет в нём сниматься.
Тем временем, Барт и Лиза отправляются в Спрингфилдский заповедник и случайно скидывают Мартина Принса со скалы. Вокруг этого инцидента складывается целое расследование с участием Кента Брокман, шерифа Виггама и Нельсона Манца.

## Саундтрек
- Генри Манчини — «NBC Mystery Movie Theme»[2].

## Выпуск
Эпизод был показан 9 марта 2008 года и собрал 7,3 миллиона телезрителей, что составило 10 % зрительской аудитории.